# Damien Sargue
Damien Sargue, pseudonimo di Damien Gras (Caen, 26 giugno 1981), è un cantante francese, noto per la sua interpretazione di Romeo Montecchi nel musical Romeo e Giulietta. Ha origini spagnole da suo nonno.

## Biografia
I genitori di Damien divorziarono quando lui aveva soltanto un anno e sua madre si trasferì con lui e suo fratello Julien in Normandia. Il suo esordio vero e proprio risale all'età di 8 anni, quando sua madre lo iscrisse all'Ecole des variétés, a Caen, anche se all'epoca Damien sognava di fare Jūdō. La decisione si rivelò invece giusta, poiché nel giro di poco tempo Damien si appassionò alla musica e al canto, materie in cui già eccelleva nonostante la tenera età.
Il debutto negli anni novanta è legato alla partecipazione di Damien ad un concorso televisivo presentato da Jean-Pierre Foucault, Les numéros 1 de demain, trasmissione della celebre emittente francese Sacrée Soirée. Per sei settimane consecutive Damien fu il più votato dal pubblico.
Data la notevole popolarità di Damien, i suoi produttori discografici videro in lui un futuro talento. Nel 1991, Damien, che aveva 10 anni, incise il suo primo singolo: Emmène-moi. I suoi genitori volevano che desse la priorità agli studi, così attese la maggiore età. Damien continuò ugualmente a cantare e a partecipare regolarmente a concorsi nel sud della Francia, durante le vacanze scolastiche. Di particolare rilievo è stato il concorso di canzone francese a Cannes.
La sua vita prese una svolta nel 1996 quando mandò una cassetta a diversi casting. Prese parte ad un'audizione a Parigi per Notre-Dame de Paris, dato che Luc Plamondon e Riccardo Cocciante erano in cerca di controfigure per il loro spettacolo. Nessuno, all'epoca, poteva immaginare il grande successo che avrebbe avuto il musical, e Damien iniziava ormai a muovere i primi passi tra i grandi. Abbandonò quindi gli studi all'età di 16 anni.
Svolse il ruolo di controfigura di Febo e Gringoire, interpretati rispettivamente da Patrick Fiori e Bruno Pelletier. Non era un ruolo primario, ma gli permise di confrontarsi con la realtà di scena e di esibirsi più di un centinaio di volte.
La sua interpretazione fu convincente poiché Gérard Louvin e Daniel Moyne, futuri produttori di Romeo e Giulietta, videro in Damien il Romeo ideale. Così, a gennaio 2001, Damien Sargue monta al fianco di Cécilia Cara (Giulietta) sulla scena del Palazzo dei Congressi di Parigi per la prima di una lunga serie di rappresentazioni dello spettacolo scritto e composto da Gérard Presgurvic, ispirato all'opera di William Shakespeare, e applaudito da un milione di spettatori solo nel primo anno.
Nel 2004, desideroso di iniziare una carriera solista, Damien Sargue ha registrato tre singoli che sono stati trasmessi alla radio. Merci e Elle vient quand elle vient non hanno riscontrato lo stesso successo sperato dalla sua casa discografica, la Universal Music, e l'album non è stato registrato. 
Oggi, Damien Sargue non interpreta più il ruolo di Romeo.
Ed è stato legato sentimentalmente, anche in matrimonio con la seconda interprete di Giulietta, Joy Esther.
Nel 2013, Damien fa parte del casting di Ballando con le stelle in Francia.
Nel 2014, integra il band Latin Lovers con Julio Inglesias Jr e Nuno Resende. Interpreta Più bella cosa di Eros Ramazzotti.

## Discografia

### Singoli
- Emmène-moi (1991)
- Merci (2004)
- Quelque chose pour quelqu'un (2004)
- Elle vient quand elle vient (2005)

### Album
- Romeo e Giulietta, dall'odio all'amore (2000)